# Класификация на костните риби
Класификацията на костните риби включва над 30 000 живи вида и е разделена на две добре различими групи – ръкоперки (Sarcopterygii), от които са останали само осем живи вида, и лъчеперки (Actinopterygii), към които принадлежат над 99% от съществуващите понастоящем видове.
Класификацията по-долу включва всички семейства от надклас Костни риби (Osteichthyes).

## Класификация
Надклас Костни риби
- Клас Лъчеперки (Actinopterygii) Klein, 1885
  - Група Cladistia Cope, 1870
    - Разред †Guildayichthyiformes Lund, 2000
      - Семейство †Guildayichthyidae Lund, 2000

    - Разред Многоперкоподобни (Polypteriformes) Bleeker, 1859
      - Семейство Полиптериди (Polypteridae) Bonaparte, 1835

  - Група Actinopteri Cope, 1871
    - Разред †Paramblypteriformes Heyler, 1969
    - Разред †Rhadinichthyiformes
    - Разред †Haplolepidiformes
    - Разред †Peltopleuriformes
      - Семейство †Habroichthyidae
      - Семейство †Peltopleuridae
      - Семейство †Thoracopteridae

    - Подклас Ганоидни риби (Chondrostei)
      - Разред Есетроподобни (Acipenseriformes) L.S. Berg, 1940
        - Семейство Есетрови (Acipenseridae) Bonaparte, 1831
        - Семейство Веслоноси (Polyodontidae) Bonaparte, 1838
        - Семейство †Errolichthyidae
        - Семейство †Peipiaosteidae
        - Семейство †Chondrosteidae Egerton, 1858

      - Разред †Cheirolepiformes
        - Семейство †Boreolepedidae
        - Семейство †Cheirolepididae Pander, 1860
        - Семейство †Karaunguriidae Kazantzeva-Selezneva, 1977
        - Семейство †Moythomasiidae
        - Семейство †Osorioichthyidae

      - Разред †Luganoiiformes Lehman, 1958
        - Семейство †Luganoiidae Brough, 1939

      - Разред †Palaeonisciformes Hay, 1902
        - Семейство †Andreolepididae
        - Семейство †Boreolepidae
        - Семейство †Canobiidae
        - Семейство †Coccolepidae
        - Семейство †Gonatodidae
        - Семейство †Haplolepidae
        - Семейство †Varialepididae
        - Подразред †Palaeoniscoidei
          - Семейство †Acrolepidae
          - Семейство †Amblypteridae
          - Семейство †Birgeriidae
          - Семейство †Dicellopygidae
          - Семейство †Elonichthyidae
          - Семейство †Palaeoniscidae
          - Семейство †Pygopteridae
          - Семейство †Rhabdolepidae
          - Семейство †Rhadinichthyidae

        - Подразред †Platysomoidei Aldinger, 1937
          - Семейство †Bobasatraniidae
          - Семейство †Platysomidae Young, 1866

        - Подразред †Redfieldioidei Berg, 1955
          - Семейство †Redfieldiidae Hutchinson, 1973

      - Разред †Perleidiformes Berg, 1937
        - Семейство †Cleiothrolepididae Wade, 1935
        - Семейство †Colobodontidae Stensiö, 1916
        - Семейство †Fuyuanperleididae Sun et al., 2012
        - Семейство †Gabanellidae Tintori & Lombardo, 1996
        - Семейство †Perleididae Brough, 1931
        - Семейство †Platysiagidae Brough, 1939
        - Семейство †Polzbergiidae Griffith, 1977
        - Семейство †Pseudobeaconiidae López-Arbarello & Zavattieri, 2008

      - Разред †Phanerorhynchiformes
      - Разред †Pholidopleuriformes
        - Семейство †Pholidopleuridae Nielsen, 1949

      - Разред †Ptycholepiformes
        - Семейство †Ptycholepididae Brough, 1939

      - Разред †Saurichthyiformes Aldinger, 1937
        - Семейство †Saurichthyidae Stensiö, 1925
        - Семейство †Yelangichthyidae Wu et al., 2013

      - Разред †Tarrasiiformes Berg, 1940

    - Подклас Същински лъчеперки (Neopterygii) Regan, 1923
      - Разред †Pachycormiformes Berg, 1940
        - Семейство †Pachycormidae Woodward, 1895

      - Инфраклас Костни ганоиди (Holostei) Müller, 1846
        - Разред †Ionoscopiformes Grande & Bemis, 1998
          - Семейство †Ionoscopidae Lehman, 1966
          - Семейство †Ophiopsiidae (Ophiopsidae) Bartram, 1975
          - Семейство †Oshuniidae Grande & Bemis, 1998

        - Разред †Pycnodontiformes Berg, 1937
          - Семейство †Brembodontidae Tintori, 1981
          - Семейство †Coccodontidae Berg, 1940
          - Семейство †Gebrayelichthyidae Nursall & Capasso, 2004
          - Семейство †Gladiopycnodontidae Taverne & Capasso, 2013
          - Семейство †Pycnodontidae Agassiz, 1833
          - Семейство †Trewavasiidae Nursall & Capasso, 2008

        - Разред †Parasemionotiformes Lehman, 1966
          - Семейство †Parasemionotidae Stensiö, 1932

        - Разред †Macrosemiiformes Rodríguez & Reynoso, 2004
        - Разред †Панцерникоподобни (Semionotiformes) Arambourg & Bertini, 1958
          - Семейство †Callipurbeckiidae López-Arbarello, 2012
          - Семейство †Dapediidae Cope, 1877
          - Семейство †Eosemionotidae Bürgin et al., 1991
          - Семейство †Macrosemiidae Thiollière, 1858
          - Семейство †Semionotidae Woodward, 1890

        - Разред Амиподобни (Amiiformes) O.P. Hay, 1929
          - Семейство Amiidae Bonaparte, 1838
          - Семейство †Caturidae Owen, 1860
          - Семейство †Eugnathidae
          - Семейство †Liodesmidae Jordan, 1923
          - Семейство †Sinamiidae Berg, 1940

        - Разред Lepisosteiformes O.P. Hay, 1929
          - Семейство Леписостиди (Lepisosteidae) Cuvier, 1825
          - Семейство †Obaichthyidae Grande, 2010

      - Инфраклас Висши костни риби (Teleostei) Patterson, 1977
        - Разред †Aspidorhynchiformes Bleeker, 1859
          - Семейство †Aspidorhynchidae Bleeker, 1859

        - Разред †Pholidophoriformes
          - Семейство †Ankylophoridae
          - Семейство †Archaeomaenidae
          - Семейство †Catervariolidae
          - Семейство †Galkiniidae
          - Семейство †Ichthyokentemidae
          - Семейство †Ligulellidae
          - Семейство †Majokiidae
          - Семейство †Mjollnirulidae
          - Семейство †Nybelineidae
          - Семейство †Oligopleuridae
          - Семейство †Pholidophoridae
          - Семейство †Pleuropholidae
          - Семейство †Protelopidae
          - Семейство †Siyuichthyidae
          - Семейство †Tjalvidae

        - Разред †Leptolepidiformes
          - Семейство †Leptolepididae

        - Група Teleocephala de Pinna, 1996
          - Разред †Tselfatiiformes Nelson, 1994
          - Разред Ateleopodiformes
            - Семейство Ateleopodidae

          - Надразред Змиоркоподобни (Elopomorpha) Greenwood et al., 1966
            - Разред †Crossognathiformes Taverne, 1989
            - Разред Тарпоподобни (Elopiformes) Sauvage, 1875
              - Семейство Elopidae Bonaparte, 1846
              - Семейство Megalopidae D.S. Jordan, 1923

            - Разред Албулообразни (Albuliformes) Greenwood et al., 1966
              - Семейство Албулови (Albulidae) Bleeker, 1859

            - Разред Notacanthiformes L.S. Berg, 1947
              - Семейство Halosauridae
              - Семейство Notacanthidae

            - Разред Змиоркоподобни (Anguilliformes) L.S. Berg, 1943
              - Подразред Anguilloidei
                - Семейство Речни змиорки (Anguillidae) Rafinesque, 1810
                - Семейство Chlopsidae
                - Семейство Heterenchelyidae
                - Семейство Moringuidae
                - Семейство Муренови (Muraenidae) Rafinesque, 1810
                - Семейство Myrocongridae T.N. Gill, 1890
                - Семейство Protanguillidae G.D. Johnson, H. Ida & Miya, 2012

              - Подразред Nemichthyoidei
                - Семейство Nemichthyidae
                - Семейство Serrivomeridae

              - Подразред Congroidei
                - Семейство Colocongridae
                - Семейство Морски змиорки (Congridae)
                - Семейство Derichthyidae
                - Семейство Muraenesocidae Bleeker, 1864
                - Семейство Nettastomatidae
                - Семейство Ophichthidae

              - Подразред Synaphobranchoidei
                - Семейство Synaphobranchidae J.Y. Johnson, 1862

            - Разред Торбоусти (Saccopharyngiformes)
              - Подразред Cyematoidei
                - Семейство Cyematidae

              - Подразред Saccopharyngoidei
                - Семейство Eurypharyngidae
                - Семейство Monognathidae
                - Семейство Saccopharyngidae

          - Надразред Араваноподобни (Osteoglossomorpha) Greenwood et al., 1966
            - Семейство †Juiquanichthyidae Ma, 1984
            - Семейство †Kuyangichthidae Liu, Ma & Liu, 1982
            - Разред †Lycopteriformes
              - Семейство †Lycopteridae Liu, Su, Huang & Chang, 1963

            - Разред †Ichthyodectiformes Bardeck & Sprinkle, 1969
              - Семейство †Allothrissopidae Patterson & Rosen, 1977
              - Семейство †Thryptodontidae
              - Подразред †Ichthyodectoidei Romer, 1966
                - Семейство †Ichthyodectidae

            - Разред Hiodontiformes Taverne, 1979
              - Семейство Hiodontidae Cuvier & Valenciennes, 1846

            - Разред Араваноподобни (Osteoglossiformes) Regan, 1909
              - Семейство †Huashiidae Chang & Chou, 1977
              - Подразред Notopteroidei
                - Семейство †Ostariostomidae Schaeffer, 1949
                - Семейство Gymnarchidae
                - Семейство Мормириди (Mormyridae) Bonaparte, 1832
                - Семейство Нотоптериди (Notopteridae) Bleeker, 1859

              - Подразред Osteoglossoidei
                - Семейство Араванови (Osteoglossidae) Bonaparte, 1832
                - Семейство Пантодонтиди (Pantodontidae)
                - Семейство Phaerodutidae

          - Надразред Clupei (Clupeomorpha)
            - Разред †Ellimmichthyiformes Grande, 1982
              - Семейство †Macrosemiidae
              - Семейство †Paraclupeidae
              - Семейство †Sorbinichthyidae

            - Разред Селдоподобни (Clupeiformes) Bleeker, 1959
              - Семейство Chirocentridae Cuvier & Valenciennes, 1846
              - Семейство Селдови (Clupeidae) G. Cuvier, 1817
              - Семейство Denticipitidae Clausen, 1959
              - Семейство Dussumieriidae Whitehead, 1963
              - Семейство Хамсиеви (Engraulidae)
              - Семейство Pristigasteridae
              - Семейство Sundasalangidae T.R. Roberts, 1981

          - Надразред Шараноподобни (Ostariophysi) Sagemehl, 1885
            - Разред Гонорихоподобни (Gonorynchiformes)
              - Подразред Chanoidei
                - Семейство Млечни риби (Chanidae)

              - Подразред Gonorynchoidei
                - Семейство Gonorynchidae

              - Подразред Knerioidei
                - Семейство Kneriidae
                - Семейство Phractolaemidae

            - Разред Шараноподобни (Cypriniformes) Bleeker, 1859
              - Надсемейство Catostomoidea
                - Семейство Буфалови (Catostomidae) Agassiz, 1850
                - Семейство Gyrinocheilidae Gill, 1905

              - Надсемейство Cobitoidea
                - Семейство Гулеши (Balitoridae) Swainson, 1839
                - Семейство Barbuccidae Kottelat, 2012
                - Семейство Botiidae L.S. Berg, 1940
                - Семейство Виюнови (Cobitidae) Swainson, 1838
                - Семейство Ellopostomatidae Bohlen & Šlechtová, 2009
                - Семейство Nemacheilidae Regan, 1911
                - Семейство Serpenticobitidae Kottelat, 2012
                - Семейство Vaillantellidae Nalbant & Banarescu, 1977

              - Надсемейство Cyprinioidea
                - Семейство Шаранови (Cyprinidae) Rafinesque, 1815
                - Семейство Psilorhynchidae Hora, 1926

            - Разред Харацидоподобни (Characiformes) Regan, 1911
              - Семейство †Salminopsidae
              - Семейство †Sorbinicharacidae
              - Подразред Citharinoidei
                - Семейство Дистикодонтиди (Distichodontidae) Günther, 1864
                - Семейство Citharinidae Günther, 1864

              - Подразред Characoidei
              - Надсемейство Parodontoidea
                - Семейство Parodontidae Eigenmann, 1910

              - Надсемейство Alestoidea Hoedeman, 1951
                - Семейство Алестиди (Alestidae) Cockerell, 1910

              - Надсемейство Anostomoidea
                - Семейство Anostomidae Günther, 1864
                - Семейство Chilodontidae Eigenmann, 1903
                - Семейство Curimatidae Gill, 1858
                - Семейство Prochilodontidae Eigenmann, 1909

              - Надсемейство Characoidea
                - Семейство Bryconidae Eigenmann, 1912
                - Семейство Chalceidae Fowler, 1958
                - Семейство Харациди (Characidae) Latreille, 1825
                - Семейство Гастеропелециди (Gasteropelecidae) Bleeker, 1859
                - Семейство Iguanodectidae Eigenmann, 1909
                - Семейство Пиранови (Serrasalmidae) Bleeker, 1859
                - Семейство Triportheidae Fowler, 1940

              - Надсемейство Crenuchoidea
                - Семейство Crenuchidae Günther, 1864

              - Надсемейство Cynodontoidea
                - Семейство Acestrorhynchidae Eigenmann, 1912
                - Семейство Cynodontidae Eigenmann, 1903

              - Надсемейство Erythrinoidea
                - Семейство Ctenoluciidae Schultz, 1944
                - Семейство Erythrinidae Valenciennes, 1847
                - Семейство Hepsetidae Hubbs, 1939
                - Семейство Лебесинови (Lebiasinidae) Gill, 1889

              - Надсемейство Hemiodontoidea
                - Семейство Hemiodontidae Bleeker, 1859

            - Разред Гимнотоподобни (Gymnotiformes)
              - Подразред Gymnotoidei
                - Семейство Gymnotidae

              - Подразред Sternopygoidei
                - Надсемейство Rhamphichthyoidea
                  - Семейство Rhamphichthyidae
                  - Семейство Hypopomidae

                - Надсемейство Apteronotoidea
                  - Семейство Sternopygidae
                  - Семейство Aптеронотиди (Apteronotidae)

            - Разред Сомоподобни (Siluriformes) G. Cuvier, 1817
              - Семейство Ageneiosidae
              - Семейство Akysidae Gill, 1861
              - Семейство Amblycipitidae Day, 1873
              - Семейство Amphiliidae Regan, 1911
              - Семейство Anchariidae Glaw & Vences, 1994
              - Семейство Ариеви (Ariidae) Bleeker, 1858
              - Семейство Aspredinidae Adams, 1854
              - Семейство Astroblepidae Bleeker, 1862
              - Семейство Auchenipteridae Bleeker, 1862
              - Семейство Austroglanididae Mo, 1991
              - Семейство Bagridae Bleeker, 1858
              - Семейство Калихтиди (Callichthyidae) Bonaparte, 1835
              - Семейство Cetopsidae Bleeker, 1858
              - Семейство Chacidae Bleeker, 1858
              - Семейство Кларииди (Clariidae) Bonaparte, 1845
              - Семейство Claroteidae Bleeker, 1862
              - Семейство Cranoglanididae Myers, 1931
              - Семейство Diplomystidae Eigenmann, 1890
              - Семейство Дорадиди (Doradidae) Bleeker, 1858
              - Семейство Erethistidae Bleeker, 1862
              - Семейство Heptapteridae Gill, 1861
              - Семейство Heteropneustidae Hora, 1936
              - Семейство Horabagridae Jayaram, 2006
              - Семейство Канални сомове (Ictaluridae) Gill, 1861
              - Семейство Kryptoglanidae Britz, Kakkassery & Raghavan, 2014
              - Семейство Lacantuniidae Rodiles-Hernández et al., 2005
              - Семейство Лорикариди (Loricariidae) Rafinesque, 1815
              - Семейство Malapteruridae Bleeker, 1858
              - Семейство Мохокиди (Mochokidae) Regan, 1912
              - Семейство Nematogenyidae Bleeker, 1862
              - Семейство Olyridae Gill, 1893
              - Семейство Пангасииди (Pangasiidae) Bleeker, 1858
              - Семейство Parakysidae Roberts, 1989
              - Семейство Пимелоди (Pimelodidae) Bonaparte, 1835
              - Семейство Plotosidae Bleeker, 1858
              - Семейство Pseudopimelodidae Fernández-Yépez & Antón, 1966
              - Семейство Schilbeidae Bleeker, 1858
              - Семейство Scoloplacidae Bailey & Baskin, 1976
              - Семейство Силуриди (Siluridae) Rafinesque, 1815
              - Семейство Sisoridae Bleeker, 1858
              - Семейство Trichomycteridae Bleeker, 1858

          - Надразред Пъстървоподобни (Protacanthopterygii) Johnson & Patterson, 1996
            - Разред Argentiniformes Johnson & Patterson, 1996
              - Подразред Argentinoidei
                - Семейство Argentinidae
                - Семейство Bathylagidae
                - Семейство Microstomatidae
                - Семейство Opisthoproctidae

              - Подразред Alepocephaloidei
                - Семейство Alepocephalidae J. Richardson, 1856
                - Семейство Leptochilichthyidae
                - Семейство Platytroctidae

            - Разред Пъстървоподобни (Salmoniformes)
              - Семейство †Orthogonikleithridae
              - Семейство Пъстървови (Salmonidae)

            - Разред Щукоподобни (Esociformes)
              - Семейство †Palaeoesocidae
              - Семейство Щукови (Esocidae)
              - Семейство Умброви (Umbridae)

          - Надразред Stomiati
            - Разред Osmeriformes
              - Подразред Osmeroidei
                - Семейство Osmeridae
                - Семейство Plecoglossidae
                - Семейство Salangidae

              - Подразред Galaxoidei
                - Семейство Galaxiidae
                - Семейство Lepidogalaxiidae
                - Семейство Retropinnidae

            - Разред Стомиоподобни (Stomiatiformes, Stomiiformes) Regan, 1909
              - Подразред Gonostomatoidei
                - Семейство Gonostomatidae
                - Семейство Заострени риби (Sternoptychidae) T.N. Gill, 1863

              - Подразред Phosichthyoidei
                - Семейство Phosichthyidae
                - Семейство Stomiidae

          - Секция Aulopa (Cyclosquamata)
            - Разред Вретенови (Aulopiformes)
              - †Подразред Enchodontoidei
                - Семейство †Apateopholidae
                - Семейство †Cimolichthyidae
                - Семейство †Dercetidae
                - Семейство †Enchodontidae
                - Семейство †Eurypholidae
                - Семейство †Halecidae
                - Семейство †Ichthyotringidae
                - Семейство †Prionolepididae

              - Подразред Alepisauroidei
                - Семейство Alepisauridae
                - Семейство Anotopteridae
                - Семейство Evermannelidae
                - Семейство Omosudidae
                - Семейство Paralepididae
                - Семейство †Polymerichthyidae
                - Семейство Scopelarchidae

              - Подразред Chlorophthalmoidei
                - Семейство Bathysauroididae
                - Семейство Bathysauropsidae
                - Семейство Зеленооки (Chlorophthalmidae)
                - Семейство Ипнопови (Ipnopidae)
                - Семейство Notosudidae

              - Подразред Giganturoidei
                - Семейство Bathysauridae
                - Семейство Giganturidae

              - Подразред Synodontoidei
                - Семейство Аулопови (Aulopidae)
                - Семейство Paraulopidae
                - Семейство Pseudotrichonotidae
                - Семейство Риби гущер (Synodontidae)

          - Секция Ctenosquamata Rosen, 1973
            - Разред Миктофоподобни (Myctophiformes) Regan, 1911
              - Семейство Светещи риби (Myctophidae)
              - Семейство Neoscopelidae

            - Надразред Lampridacea (Lampridiomorpha)
              - Разред Опахоподобни (Lampriformes, Lampridiformes) Regan, 1909
                - Семейство †Turkmenidae
                - Семейство Lamprididae
                - Семейство Lophotidae
                - Семейство Radiicephalidae
                - Семейство Regalecidae
                - Семейство Stylephoridae
                - Семейство Trachipteridae
                - Семейство Veliferidae

            - Надразред Paracanthomorphacea Grande et al., 2013
              - Разред †Sphenocephaliformes
                - Семейство †Sphenocephalidae

              - Разред Светипетрови риби (Zeiformes)
                - Семейство Cyttidae
                - Семейство Grammicolepididae
                - Семейство Oreosomatidae
                - Семейство Parazenidae
                - Семейство Петровки (Zeidae)
                - Семейство Zenionidae

            - Надразред Трескоподобни (Paracanthopterygii) Greenwood, 1966
              - Разред Риби жаби (Batrachoidiformes)
                - Семейство Жабовидни риби (Batrachoididae)

              - Разред Трескоподобни (Gadiformes) Goodrich, 1909
                - Семейство Bathygadidae Jordan & Evermann, 1898
                - Семейство Bregmacerotidae Gill, 1872
                - Семейство Euclichthyidae Cohen, 1984
                - Семейство Трескови (Gadidae) Rafinesque, 1810
                - Семейство Lotidae Bonaparte, 1832
                - Семейство Macrouridae Bonaparte, 1831
                - Семейство Macrouroididae Smith & Radcliffe, 1912
                - Семейство Melanonidae Goode & Bean, 1896
                - Семейство Merlucciidae Gill, 1884
                - Семейство Мори (Moridae) Moreau, 1881
                - Семейство Muraenolepididae Regan, 1903
                - Семейство Phycidae Swainson, 1838
                - Семейство Trachyrincidae Goode & Bean, 1896

              - Разред Морски дяволи (Lophiiformes) Garman, 1899
                - Подразред Lophioidei
                  - Семейство Морски дяволи (Lophiidae)

                - Подразред Antennarioidei
                  - Семейство Клоунови (Antennariidae)
                  - Семейство Tetrabrachiidae
                  - Семейство Брахионихтови (Brachionichthyidae)
                  - Семейство Lophichthyidae

                - Подразред Chaunacoidei
                  - Семейство Chaunacidae

                - Подразред Ogcocephaloidei
                  - Семейство Ogcocephalidae

                - Подразред Ceratioidei
                  - Семейство Centrophrynidae
                  - Семейство Ceratiidae
                  - Семейство Himantolophidae
                  - Семейство Diceratiidae
                  - Семейство Melanocetidae
                  - Семейство Thaumatichthyidae
                  - Семейство Oneirodidae
                  - Семейство Caulophrynidae
                  - Семейство Neoceratiidae
                  - Семейство Gigantactinidae
                  - Семейство Linophrynidae

              - Разред Ophidiiformes L.S. Berg, 1937
                - Семейство Aphyonidae
                - Семейство Bythitidae
                - Семейство Carapidae
                - Семейство Бротули (Ophidiidae)
                - Семейство Parabrotulidae

              - Разред Перкопсоподобни (Percopsiformes) L.S. Berg, 1940
                - Семейство Amblyopsidae
                - Семейство Aphredoderidae
                - Семейство Percopsidae Agassiz, 1850

            - Надразред Polymixiacea
              - Разред †Pattersonichtyiformes
              - Разред †Ctenothrissiformes Patterson 1964
              - Разред Барбудоподобни (Polymixiiformes) D.E. Rosen & Patterson, 1969
                - Семейство Барбудови (Polymixiidae) T.N. Gill, 1862

            - Надразред Твърдоперки (Euacanthomorphacea, Acanthopterygii) Johnson & Patterson 1993
              - Разред Cetomimiformes
                - Семейство Barbourisiidae
                - Семейство Cetomimidae
                - Семейство Rondeletiidae

              - Разред Стефанобериксоподобни (Stephanoberyciformes)
                - Семейство Gibberichthyidae
                - Семейство Hispidoberycidae
                - Семейство Melamphaidae
                - Семейство Stephanoberycidae

              - Разред Бериксоподобни (Beryciformes) Regan, 1909
                - Подразред Berycoidei
                  - Семейство Berycidae

                - Подразред Holocentroidei
                  - Семейство Холоцентрови (Holocentridae) J. Richardson, 1846

                - Подразред Trachichthyoidei
                  - Семейство Anomalopidae
                  - Семейство Anoplogastridae
                  - Семейство Diretmidae
                  - Семейство Monocentridae
                  - Семейство Trachichthyidae

              - Разред Gobiiformes
                - Подразред Eleotroidei
                  - Семейство Елеотрови (Eleotridae) Bonaparte, 1835

                - Подразред Gobioidei
                  - Семейство Попчеви (Gobiidae) Cuvier, 1816
                  - Семейство Gobionellidae
                  - Семейство Kraemeriidae Whitley, 1935
                  - Семейство Microdesmidae Regan, 1912
                  - Семейство Milyeringidae
                  - Семейство Rhyacichthyidae Jordan, 1905
                  - Семейство Schindleriidae Giltay, 1934
                  - Семейство Thalasseleotrididae Gill & Mooi, 2012
                  - Семейство Xenisthmidae Miller, 1973

                - Подразред Odontobutoidei
                  - Семейство Odontobutidae Hoese & Gill, 1993

              - Разред Иглообразни (Syngnathiformes)
                - Семейство Aulostomidae
                - Семейство Centriscidae
                - Семейство Fistulariidae
                - Семейство Solenostomidae
                - Семейство Иглови (Syngnathidae)

              - Разред Synbranchiformes
                - Семейство Synbranchidae
                - Семейство Chaudhuriidae
                - Семейство Мастакембелиди (Mastacembelidae)

              - Разред Писиеподобни (Pleuronectiformes)
                - Подразред Psettodoidei
                  - Семейство Psettodidae

                - Подразред Pleuronectoidei
                  - Семейство Achiropsettidae
                  - Семейство Левооки камбали (Bothidae)
                  - Семейство Citharidae
                  - Семейство Paralichthyidae
                  - Семейство Писиеви (Pleuronectidae)
                  - Семейство Samaridae
                  - Семейство Калканови (Scophthalmidae)

                - Подразред Soleoidei
                  - Семейство Achiridae
                  - Семейство Езичести риби (Cynoglossidae)
                  - Семейство Морски езици (Soleidae)

              - Разред Атериноподобни (Atheriniformes) D.E. Rosen, 1966
                - Семейство Атеринови (Atherinidae)
                - Семейство Atherinopsidae
                - Семейство Bedotiidae
                - Семейство Dentatherinidae
                - Семейство Меланотении (Melanotaeniidae)
                - Семейство Notocheiridae
                - Семейство Phallostethidae
                - Семейство Псевдомугили (Pseudomugilidae)
                - Семейство Телматерини (Telmatherinidae)

              - Разред Шаранозъби (Cyprinodontiformes) Berg, 1940
                - Подразред Aplocheiloidei
                  - Семейство Аплохеиди (Aplocheilidae)
                  - Семейство Нотобранхиди (Nothobranchiidae)
                  - Семейство Риволиди (Rivulidae)

                - Подразред Cyprinodontoidei
                  - Надсемейство Funduloidea
                    - Семейство Profundulidae
                    - Семейство Гоодиди (Goodeidae)
                    - Семейство Fundulidae

                  - Надсемейство Valencioidea
                    - Семейство Valenciidae

                  - Надсемейство Cyprinodontoidea
                    - Семейство Циринодонтиди (Cyprinodontidae)

                  - Надсемейство Poecilioidea
                    - Семейство Anablepidae
                    - Семейство Гамбузиеви (Poeciliidae)

              - Разред Зарганоподобни (Beloniformes) L.S. Berg, 1937
                - Подразред Adrianichthyoidei
                  - Семейство Adrianichthyidae

                - Подразред Belonoidei
                  - Надсемейство Scomberesocoidea
                    - Семейство Зарганови (Belonidae) Bonaparte, 1832
                    - Семейство Сайри (Scomberesocidae)

                  - Надсемейство Exocoetoidea
                    - Семейство Летящи риби (Exocoetidae)
                    - Семейство Hemiramphidae
                    - Семейство Zenarchopteridae

              - Разред Малки прилепала (Gobiesociformes)
                - Семейство Малки прилепала (Gobiesocidae)

              - Разред Кефалоподобни (Mugiliformes) L.S. Berg, 1940
                - Семейство Кефалови (Mugilidae) G. Cuvier, 1829

              - Разред Бодливи риби (Tetraodontiformes)
                - Семейство †Bolcabalistidae
                - Семейство †Cretatriacanthidae
                - Семейство †Eoplectidae
                - Семейство †Eospinidae
                - Семейство †Moclaybalistidae
                - Семейство †Plectocretacicidae
                - Семейство †Protobalistidae
                - Семейство †Protriacanthidae
                - Семейство †Spinacanthidae
                - Семейство Араканови (Aracanidae)
                - Семейство Балистови (Balistidae)
                - Семейство Риби таралеж (Diodontidae)
                - Семейство Риби луна (Molidae)
                - Семейство Monacanthidae
                - Семейство Ostraciidae
                - Семейство Тетраодонтиди (Tetraodontidae)
                - Семейство Triacanthidae
                - Семейство Triacanthodidae
                - Семейство Triodontidae

              - Разред Бодливкоподобни (Gasterosteiformes)
                - Семейство Aulorhynchidae
                - Семейство Бодливкови (Gasterosteidae)
                - Семейство Hypoptychidae
                - Семейство Indostomidae
                - Семейство Пегасови (Pegasidae)

              - Разред Скорпеноподобни (Scorpaeniformes)
                - Подразред Anoplopomatoidei
                  - Семейство Anoplopomatidae

                - Подразред Cottoidei
                  - Надсемейство Cottoidea
                    - Семейство Abyssocottidae
                    - Семейство Agonidae
                    - Семейство Bathylutichthyidae
                    - Семейство Comephoridae
                    - Семейство Главочи (Cottidae)
                    - Семейство Cottocomephoridae
                    - Семейство Ereuniidae
                    - Семейство Hemitripteridae
                    - Семейство Icelidae
                    - Семейство Psychrolutidae
                    - Семейство Rhamphocottidae

                  - Надсемейство Cyclopteroidea
                    - Семейство Cyclopteridae
                    - Семейство Liparidae

                - Подразред Dactylopteroidei
                  - Семейство Dactylopteridae

                - Подразред Hexagrammoidei
                  - Семейство Hexagrammidae

                - Подразред Normanichthyiodei
                  - Семейство Normanichthyidae

                - Подразред Platycephaloidei
                  - Семейство Bembridae
                  - Семейство Hoplichthyidae
                  - Семейство Parabembridae
                  - Семейство Peristediidae
                  - Семейство Плоскоглави (Platycephalidae)

                - Подразред Scorpaenoidei
                  - Семейство Apistidae
                  - Семейство Aploactinidae
                  - Семейство Caracanthidae
                  - Семейство Congiopodidae
                  - Семейство Eschmeyeridae
                  - Семейство Gnathanacanthidae
                  - Семейство Neosebastidae
                  - Семейство Pataecidae
                  - Семейство Perryenidae
                  - Семейство Plectrogenidae
                  - Семейство Скорпенови (Scorpaenidae)
                  - Семейство Sebastidae
                  - Семейство Setarchidae
                  - Семейство Synanceiidae
                  - Семейство Tetrarogidae
                  - Семейство Морски лястовици (Triglidae)

              - Разред Бодлоперки (Perciformes) Bleeker, 1859
                - Подразред Acanthuroidei
                  - Семейство Хирургови (Acanthuridae) Bonaparte, 1835
                  - Семейство Ефипови (Ephippidae) Bleeker, 1859
                  - Семейство Luvaridae Gill, 1885
                  - Семейство Scatophagidae Gill, 1883
                  - Семейство Риби зайци (Siganidae) Richardson, 1837
                  - Семейство Занклиди (Zanclidae) Bleeker, 1876

                - Подразред Лабиринтови риби (Anabantoidei) Cuvier & Valenciennes, 1831
                  - Семейство Anabantidae Bonaparte, 1831
                  - Семейство Гурами (Helostomatidae) Gill, 1872
                  - Семейство Макроподи (Osphronemidae) van der Hoeven, 1832

                - Подразред Blennioidei
                  - Семейство Морски кучки (Blenniidae) Rafinesque, 1810
                  - Семейство Chaenopsidae Gill, 1865
                  - Семейство Clinidae Swainson, 1839
                  - Семейство Dactyloscopidae Gill, 1859
                  - Семейство Labrisomidae Clark Hubbs, 1952
                  - Семейство Tripterygiidae Whitley, 1931

                - Подразред Callionymoidei
                  - Семейство Морски мишки (Callionymidae) Bonaparte, 1831
                  - Семейство Draconettidae Jordan & Fowler, 1903

                - Подразред Caproidei
                  - Семейство Капрови риби (Caproidae) Bonaparte, 1835

                - Подразред Channoidei
                  - Семейство Чаниди (Channidae) Fowler, 1934

                - Подразред Icosteoidei
                  - Семейство Icosteidae Jordan & Gilbert, 1880

                - Подразред Kurtoidei
                  - Семейство Kurtidae Bleeker, 1859

                - Подразред Labroidei
                  - Семейство Цихлиди (Cichlidae) Bonaparte, 1835
                  - Семейство Embiotocidae Agassiz, 1853
                  - Семейство Зеленушкови (Labridae) Cuvier, 1816
                  - Семейство Odacidae Günther, 1861
                  - Семейство Помацентриди (Pomacentridae) Bonaparte, 1831
                  - Семейство Риби папагал (Scaridae) Rafinesque, 1810

                - Подразред Notothenioidei
                  - Семейство Artedidraconidae Andriashev, 1967
                  - Семейство Bathydraconidae Regan, 1913
                  - Семейство Bovichtidae Gill, 1862
                  - Семейство Ледени риби (Channichthyidae) Gill, 1861
                  - Семейство Eleginopsidae Gill, 1893
                  - Семейство Harpagiferidae Gill, 1861
                  - Семейство Нототениеви (Nototheniidae) Günther, 1861
                  - Семейство Pseudaphritidae McCulloch, 1929

                - Подразред Перкоидеи (Percoidei)
                  - Семейство Acropomatidae Gill, 1893
                  - Семейство Амбасиди (Ambassidae) Klunzinger, 1870
                  - Семейство Aplodactylidae Günther, 1859
                  - Семейство Риби кардинал (Apogonidae) Günther, 1859
                  - Семейство Arripidae Gill, 1893
                  - Семейство Badidae Barlow, Liem & Wickler, 1968
                  - Семейство Banjosidae Jordan & Thompson, 1912
                  - Семейство Bathyclupeidae Gill, 1896
                  - Семейство Морски платики (Bramidae) Bonaparte, 1831
                  - Семейство Caesionidae Bonaparte, 1831
                  - Семейство Callanthiidae Ogilby, 1899
                  - Семейство Сафридови (Carangidae) Rafinesque, 1815
                  - Семейство Caristiidae Gill & Smith, 1905
                  - Семейство Смаридови (Centracanthidae) Gill, 1893
                  - Семейство Centrarchidae Bleeker, 1859
                  - Семейство Centrogenyidae Fowler, 1907
                  - Семейство Centropomidae Poey, 1867
                  - Семейство Cepolidae Rafinesque, 1815
                  - Семейство Хетодонтиди (Chaetodontidae) Rafinesque, 1815
                  - Семейство Cheilodactylidae Bonaparte, 1850
                  - Семейство Chironemidae Gill, 1862
                  - Семейство Cirrhitidae Macleay, 1841
                  - Семейство Делфинови риби (Coryphaenidae) Rafinesque, 1815
                  - Семейство Датниоидиди (Datnioididae) Fowler, 1931
                  - Семейство Dichistiidae Smith, 1935
                  - Семейство Dinolestidae Whitley, 1948
                  - Семейство Dinopercidae Heemstra & Hecht, 1986
                  - Семейство Drepaneidae Gill, 1872
                  - Семейство Прилипалови (Echeneidae) Rafinesque, 1810
                  - Семейство Червеноглавки (Emmelichthyidae) Poey, 1867
                  - Семейство Австралийски бодлопери (Enoplosidae) Gill, 1893
                  - Семейство Epigonidae Poey, 1861
                  - Семейство Gerreidae Bleeker, 1859
                  - Семейство Glaucosomatidae Jordan & Thompson, 1911
                  - Семейство Grammatidae Jordan, 1887
                  - Семейство Лъчеперести риби (Haemulidae) Gill, 1885
                  - Семейство Hapalogenyidae
                  - Семейство Howellidae Ogilby, 1899
                  - Семейство Kuhliidae Jordan & Evermann, 1896
                  - Семейство Kyphosidae Jordan, 1887
                  - Семейство Lactariidae Boulenger, 1904
                  - Семейство Lateolabracidae
                  - Семейство Latidae Jordan, 1888
                  - Семейство Latridae Gill, 1862
                  - Семейство Риби пони (Leiognathidae) Gill, 1893
                  - Семейство Leptobramidae Ogilby, 1913
                  - Семейство Императори (Lethrinidae) Bonaparte, 1831
                  - Семейство Lobotidae Gill, 1861
                  - Семейство Едри мексикански риби (Lutjanidae) Gill, 1861
                  - Семейство Malacanthidae Poey, 1861
                  - Семейство Menidae Fitzinger, 1873
                  - Семейство Монодактилиди (Monodactylidae) Jordan & Evermann, 1898
                  - Семейство Moronidae Jordan & Evermann, 1896
                  - Семейство Барбунови (Mullidae) Rafinesque, 1815
                  - Семейство Nandidae Bleeker, 1852
                  - Семейство Nematistiidae Gill, 1862
                  - Семейство Nemipteridae Regan, 1913
                  - Семейство Опистогнатиди (Opistognathidae) Bonaparte, 1835
                  - Семейство Oplegnathidae Bleeker, 1853
                  - Семейство Ostracoberycidae Fowler, 1934
                  - Семейство Parascorpididae Smith, 1949
                  - Семейство Pempheridae
                  - Семейство Pentacerotidae Bleeker, 1859
                  - Семейство Percichthyidae Jordan & Eigenmann, 1890
                  - Семейство Костурови (Percidae) Rafinesque, 1815
                  - Семейство Perciliidae Jordan, 1923
                  - Семейство Plesiopidae Günther, 1861
                  - Семейство Polycentridae Gill, 1858
                  - Семейство Пръстопери (Polynemidae) Rafinesque, 1815
                  - Семейство Polyprionidae Bleeker, 1874
                  - Семейство Риби ангели (Pomacanthidae) Jordan & Evermann, 1898
                  - Семейство Леферови (Pomatomidae) Gill, 1863
                  - Семейство Големооки (Priacanthidae) Günther, 1859
                  - Семейство Pristolepididae Regan, 1913
                  - Семейство Псевдохромиди (Pseudochromidae) Müller & Troschel, 1849
                  - Семейство Кобии (Rachycentridae) Gill, 1896
                  - Семейство Минокопови (Sciaenidae) Cuvier, 1829
                  - Семейство Scombropidae Gill, 1862
                  - Семейство Серанови (Serranidae) Swainson, 1839
                  - Семейство Sillaginidae Richardson, 1846
                  - Семейство Спарови (Sparidae) Rafinesque, 1818
                  - Семейство Symphysanodontidae Katayama, 1984
                  - Семейство Terapontidae Richardson, 1842
                  - Семейство Риби стрелец (Toxotidae) Bleeker, 1859

                - Подразред Pholidichthyioidei
                  - Семейство Pholidichthyidae Jordan, 1896

                - Подразред Скумриоподобни (Scombroidei)
                  - Семейство Gempylidae Gill, 1862
                  - Семейство Скумриеви (Scombridae) Rafinesque, 1815
                  - Семейство Опашати риби (Trichiuridae) Rafinesque, 1810

                - Подразред Scombrolabracoidei
                  - Семейство Scombrolabracidae Fowler, 1925

                - Подразред Sphyraenoidei
                  - Семейство Баракудови (Sphyraenidae) Rafinesque, 1815

                - Подразред Stromateoidei
                  - Семейство Amarsipidae Haedrich, 1969
                  - Семейство Ariommatidae Haedrich, 1967
                  - Семейство Centrolophidae Bonaparte, 1846
                  - Семейство Nomeidae Günther, 1860
                  - Семейство Маслени риби (Stromateidae) Rafinesque, 1810
                  - Семейство Tetragonuridae Risso, 1827

                - Подразред Trachinoidei
                  - Семейство Пясъчници (Ammodytidae) Bonaparte, 1835
                  - Семейство Champsodontidae Jordan & Snyder, 1902
                  - Семейство Cheimarrichthyidae Regan, 1913
                  - Семейство Chiasmodontidae Jordan & Gilbert, 1883
                  - Семейство Creediidae Waite, 1899
                  - Семейство Leptoscopidae Gill, 1859
                  - Семейство Percophidae Swainson, 1839
                  - Семейство Pinguipedidae Günther, 1860
                  - Семейство Драконови (Trachinidae) Rafinesque, 1815
                  - Семейство Trichodontidae Bleeker, 1859
                  - Семейство Trichonotidae Günther, 1861
                  - Семейство Звездобройци (Uranoscopidae) Bonaparte, 1831

                - Подразред Xiphioidei
                  - Семейство Марлинови (Istiophoridae) Rafinesque, 1815
                  - Семейство Меченосци (Xiphiidae) Rafinesque, 1815

                - Подразред Zoarcoidei
                  - Семейство Anarhichadidae Bonaparte, 1835
                  - Семейство Bathymasteridae Jordan & Gilbert, 1883
                  - Семейство Cryptacanthodidae Gill, 1861
                  - Семейство Pholidae Gill, 1893
                  - Семейство Ptilichthyidae Jordan & Gilbert, 1883
                  - Семейство Scytalinidae Jordan & Starks, 1895
                  - Семейство Stichaeidae Gill, 1864
                  - Семейство Zaproridae Jordan, 1896
                  - Семейство Zoarcidae Swainson, 1839
- Клас Ръкоперки (Sarcopterygii) Romer, 1955
  - Разред †Onychodontiformes Andrews 1973
    - Семейство †Onychodontidae Woodward, 1891

  - Подклас Целаканти (Actinistia, Coelacanthimorpha) L.S. Berg, 1937
    - Семейство †Laugiidae Berg, 1940
    - Разред †Diplocercidiformes Schultze, 2004
      - Подразред †Diplocercidoidei Berg, 1937
        - Семейство †Miguashaiidae Schultze, 1993
        - Семейство †Diplocercidae Berg, 1940

    - Разред Целакантоподобни (Coelacanthiformes)
      - Подразред †Coelacanthoidei Berg, 1937
        - Семейство †Rhabdodermatidae Berg, 1958

      - Подразред †Hadronectoroidei Lund & Lund, 1984
        - Семейство †Hadronectoridae Lund & Lund, 1984
        - Семейство †Sassenidae Forey, 1998

      - Подразред †Latimerioidei Schultze, 1993
        - Семейство †Mawsoniidae Schultze, 1993
        - Семейство Латимериеви (Latimeriidae) Berg, 1940

  - Подклас Rhipidistia
    - Група †Tetrapodomorpha Ahlberg, 1991
      - Разред †Osteolepiformes Berg, 1937
        - Семейство †Canowindridae Young, Long & Ritchie, 1992
        - Семейство †Eusthenopteridae
        - Семейство †Megalichthyidae
        - Семейство †Osteolepidae
        - Семейство †Rhizodpsidae
        - Семейство †Thysanolepidae

      - Разред †Rhizodontida Andrews & Westoll, 1970
        - Семейство †Rhizodontidae Traquair, 1881
        - Семейство †Sauripteridae Davis, Shubin & Daeschler, 2004

      - Разред †Eotetrapodiformes Coates & Friedman, 2010
        - Семейство †Tristichopteridae Cope, 1889

      - Разред †Panderichthyida Camp & Allison, 1961
        - Семейство †Panderichthyidae Vorobyeva & Larskaja, 1968

    - Група Dipnomorpha Ahlberg, 1991
      - Надразред †Porolepimorpha
        - Разред †Porolepiformes Jarvik, 1942
          - Семейство †Holoptychiidae Giebel, 1847
          - Семейство †Porolepididae Berg, 1940

        - Разред †Youngolepidiformes Gardiner, 1984
          - Семейство †Youngolepididae Gardiner, 1984

      - Надразред Двойнодишащи риби (Dipnoi) J.P. Müller, 1844
        - Разред Австралийски двойнодишащи (Ceratodontiformes) L.S. Berg, 1940
          - Семейство Австралийски двойнодишащи (Ceratodontidae) T.N. Gill, 1873

        - Разред Lepidosireniformes L.S. Berg, 1947
          - Семейство Американски двойнодишащи (Lepidosirenidae) Bonaparte, 1841
          - Семейство Африкански двойнодишащи (Protopteridae) Peters, 1855